# Burg Anstel
Die Burg Anstel ist eine Wasserburg im Rommerskirchener Ortsteil Anstel (Wasserburgstraße 30) im Rhein-Kreis Neuss in Nordrhein-Westfalen. Die Wasserburg ist das älteste profane Baudenkmal von Rommerskirchen.

## Geschichte
1155 wurde die Burg in einer Urkunde von einem „Sigefridus de Anstele“ erstmals erwähnt. Als Besitzer der Burg wurde in der Mitte des 12. Jahrhunderts eine Familie „de Anstele“ genannt, die sich ab 1209 „Ritter von Anstel“ nannten und nach 1270 nur noch „Knappen“.
1371 belehnte der Kölner Erzbischof den Knappen von Anstel, Heinrich mit dem Barte, mit der Burg, der sich danach „von Anstel“ nannte.
Um 1400 kam die Burg durch Kauf an Heinrich von Siegenhofen, dessen Geschlecht die Burg bis zum Aussterben im Mannesstamm besaß und deren Nachkommen sie um 1911 an Theodor Jochemich verkauften und blieb bis heute im Besitz der Familie Jochemich, die sie 1722 in eine barocke Wohnanlage in unverändertem Baubestand umbauten.

## Beschreibung
Vom Burghof führt eine Backsteinbrücke, die auf eine frühere Zugbrücke schließen lässt, über den Wassergraben von der Vorburg zur Kernburg, deren Eingang einen Wappenstein mit der Jahreszahl „1722“ zeigt. Die heutigen Wirtschaftsgebäude in der Vorburg stammen aus dem 20. Jahrhundert. Das zweigeschossige Wohnhaus mit in Sandstein eingefassten Fenstern und Sockel (früherer Wohnturm) trägt ein beschiefertes Mansard-Walmdach.
Heute besteht ein landwirtschaftlicher Betrieb und die Burganlage beherbergt einen Reitbetrieb mit Stallungen, Reithalle und Reitplätzen.